# Aspasia

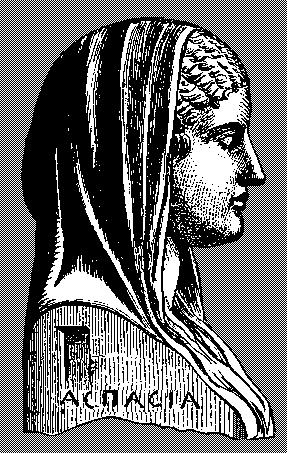
Inscriptie: =.

Aspasia (ca. 470 v.Chr. – ca. 400 v.Chr.; Oudgrieks: Ἀσπασία / Aspasía) was de hoogbegaafde Milesische levensgezellin van de Atheense staatsman Perikles, met wie hij (na zijn echtscheiding van zijn eerste vrouw) in concubinaat leefde. Er zijn maar weinig details bekend over haar leven. Ze bracht het merendeel van haar volwassen leven door in Athene, en ze had mogelijk invloed op Perikles en de Atheense politieke elite. Ze wordt vermeld in de geschriften van Plato, Aristophanes, Xenophon en andere auteurs uit die tijd.
Antieke schrijvers vermelden ook dat Aspasia bordeelhoudster en prostituee was, hoewel dit wordt betwist door moderne geleerden, omdat vele van deze auteurs komedieschrijvers waren die politici als Perikles voor gek wilden zetten. Sommige onderzoekers twijfelen zelfs aan de historische traditie dat ze een hetaere, of een courtisane, was en suggereren dat ze in feite was getrouwd met Perikles. Aspasia had een zoon bij Perikles, Perikles (de Jongere), die later als generaal in het Atheense leger geëxecuteerd werd na de slag bij Arginusae. Men denkt dat ze na de dood van Perikles (de Oudere) de courtisane van Lysikles werd, een andere Atheens staatsman en generaal.

## Afkomst en vroege jaren
Aspasia werd geboren in de Ionische polis Milete. Er is weinig over haar familie bekend, behalve dat haar vaders naam Axiochos was. Verder is duidelijk dat ze tot een rijke familie moet hebben behoord, want enkel de welgestelden konden de uitstekende opvoeding die ze kreeg bekostigen. Sommige antieke bronnen beweren dat ze een Carische krijgsgevangene was die tot slaaf werd gemaakt, maar deze beweringen worden over het algemeen als onjuist beschouwd.
Het is niet bekend in welke omstandigheden ze voor het eerst naar Athene reisde. De ontdekking van een grafinscriptie uit de 4e eeuw v.Chr. die de namen van Axiochos en Aspasios vermeldt, heeft historicus Peter K. Bicknell ertoe gebracht een poging te doen tot een reconstructie van Aspasia's familiale achtergrond en Atheense connecties. Deze theorie verbindt haar met Alkibiades II van Scambonidae. Deze was geostraciseerd uit Athene in 460 v.Chr. en kan zijn verbanning in Milete hebben doorgebracht. Bicknell veronderstelt dat, na zijn terugkeer uit ballingschap, de oudere Alkibiades naar Milete ging, waar hij de dochter van een zekere Axiochos huwde. Alkibiades keerde klaarblijkelijk terug naar Athene met zijn nieuwe vrouw en haar jongere zuster, Aspasia. Bicknell stelt dat het eerste kind uit dit huwelijk Axiochos (oom van de beroemde Alkibiades) werd genoemd en de tweede Aspasios. Hij stelt ook dat Perikles Aspasia ontmoette door zijn nauwe banden met Alkibiades' familie.

## Leven in Athene
Volgens de betwiste beweringen van de antieke auteurs en sommige moderne geleerden, werd Aspasia een hetaere in Athene en was zij waarschijnlijk bordeelhoudster. Hetaeren waren professionele entertainers van de hogere klasse, evenals courtisanes. Behalve door hun fysieke schoonheid, verschilden ze van de meest Atheense vrouwen doordat ze hadden gestudeerd (vaak zeer hoogstaande studies, zoals in het geval van Aspasia), onafhankelijk waren en belastingen betaalden. Ze waren waarschijnlijk de meest vrijgevochten vrouwen van hun tijd, en Aspasia, die een levendig figuur zou worden in de Atheense maatschappij, was waarschijnlijk een duidelijk voorbeeld hiervan. Volgens Plutarchus werd Aspasia vergeleken met de beroemde Thargelia, een bekende Ionische hetaere uit het verleden.
Als vreemdelinge en mogelijk hetaere was Aspasia vrijgesteld van de wettelijke bepalingen die getrouwde vrouwen traditioneel aan hun huis bonden, zodat ze mocht deelnemen aan het publieke leven van de polis. Ze werd de minnares van de staatsman Perikles in de vroege jaren 440. Nadat hij was gescheiden van zijn eerste vrouw (ca. 445 v.Chr.), trok Aspasia bij hem in, hoewel hun status als koppel wordt betwist. Hun zoon, Perikles de Jongere, moet ten laatste in 440 v.Chr. zijn geboren. Aspasia moet redelijk jong zijn geweest, omdat ze blijkbaar nog in staat was Lysikles een kind te baren rond 428 v.Chr.
In de hogere kringen werd Aspasia eerder opgemerkt door haar vaardigheid als onderhoudend praatster en adviseuse dan alleen om haar schoonheid. Volgens Plutarchus werd het huis van Perikles en Aspasia een intellectueel centrum in Athene, dat de meest prominente schrijvers en denkers aantrok, waaronder de filosoof Socrates. De biograaf schrijft dat, ondanks haar immorele leven, Atheense mannen hun echtgenotes zouden meebrengen om haar conversaties te aanhoren.

## Persoonlijke en gerechtelijke aanvallen
Perikles, Aspasia en hun vrienden waren niet immuun voor aanvallen, daar een vooraanstaande positie in de Atheense democratie niet gelijk stond met een absolute regering. Haar relatie met Perikles en haar latere politieke invloed veroorzaakte nogal wat reactie. Donald Kagan gelooft dat Aspasia vooral onpopulair was in de jaren volgend op de Samische Oorlog. In 440 v.Chr. was Samos in oorlog met Milete over Priëne, een oude stad van Ionië aan de voet van het voorgebergte Mykale. Verzwakt door de oorlog, kwamen de Milesiërs naar Athene om voor hun zaak tegen de Samiërs te pleiten. Toen de Atheners beide partijen bevalen de strijd te staken en hun zaak voor te leggen aan Athene, weigerden de Samiërs. In antwoord daarop liet Perikles een decreet goedkeuren om een expeditie uit te sturen naar Samos. De campagne bleek moeilijker te zijn dan gedacht en de Atheners moesten zware verliezen lijden alvorens Samos werd verslagen. Volgens Plutarchus was men van mening dat Aspasia, die van Milete kwam, verantwoordelijk was voor de Samische Oorlog en dat Perikles om haar te behagen de kant van Milete had gekozen en Samos had aangevallen.
Tot dusver was het kwaad niet ernstig en waren wij de enige lijders. Maar nu gaan enkele jonge dronkaards naar Megara en ontvoeren de courtisane Simaetha; de Megariërs, in hun hart geraakt, liepen op hun beurt weg met twee hoeren van het huis van Aspasia; en zo is Griekenland voor drie hoeren in vuur en vlam gezet. En dan liet Perikles, gloeiend van woede op zijn Olympische hoogte, de bliksem los, de donder donderen, Griekenland verstoren en een edict goedkeuren, dat ging als het lied, dat de Megariërs zowel van ons land als van onze markten en van de zee en van het continent zouden worden verbannen.
Voorafgaand aan het uitbreken van de Peloponnesische Oorlog (431–404 v.Chr.) moesten Perikles, enkele van zijn beste vrienden en Aspasia een reeks persoonlijke en gerechtelijke aanvallen ondergaan. Aspasia werd in het bijzonder beschuldigd van corrumpering van de Atheense vrouwen om aan Perikles' perversies tegemoet te komen. Volgens Plutarchus werd ze door de komische schrijver Hermippos beschuldigd van asebeia (cf. goddeloosheid). Al deze beschuldigingen waren waarschijnlijk niets meer dan ongegronde roddels, maar de hele ervaring was bitter voor de Atheense staatsman. Hoewel Aspasia werd vrijgesproken dankzij een zeldzame emotionele uitbarsting van Perikles, stierf zijn vriend Phidias in de gevangenis. Een andere vriend van hem, Anaxagoras, werd door de Ekklesia (Atheense volksvergadering) aangevallen voor zijn godsdienstige opvattingen. Volgens Kagan is het mogelijk dat Aspasia's proces en vrijspraak verzinsels van latere tijd waren, "in which real slanders, suspicions and ribald jokes were converted into an imaginary lawsuit" ("waarin echte roddels, verdenkingen en spottende moppen werden omgevormd tot een verzonnen rechtszaak"). Anthony J. Podlecki neemt aan dat Plutarchus of zijn bronnen mogelijk een scène in een komedie verkeerd begrepen hebben. Kagan argumenteert dat zelfs indien we deze verhalen geloven, Aspasia, ongeacht de hulp van Perikles, niet zou zijn veroordeeld.
In zijn Acharneis ("Acharniërs") legt Aristophanes de schuld voor de Peloponnesische Oorlog bij Aspasia. Hij beweert dat het Megarische decreet van Perikles, dat Megara uitsloot van handel met Athene en haar bondgenoten, een vergeldingsactie was voor prostituees die door de Megariërs uit het huis van Aspasia waren ontvoerd. Aristophanes' beschrijving van Aspasia als verantwoordelijk, uit persoonlijke motieven, voor het uitbreken van de oorlog met Sparta verwijst mogelijk naar de herinnering van het eerder voorval met Milete en Samos. Plutarchus vermeldt ook de spottende opmerkingen van andere komische dichters, zoals Eupolis en Kratinos. Volgens Podlecki schijnt het Douris te zijn geweest die zou hebben gesuggereerd dat Aspasia aanstichtster was van zowel de Samische als de Peloponnesische oorlog.
Aspasia werd de "nieuwe Omphale", "Deianira", "Hera" en "Helena" genoemd. Verdere aanvallen op Perikles' relatie met Aspasia worden vermeld door Athenaios. Zelfs Perikles' eigen zoon, Xanthippos, die politieke ambities had, twijfelde niet om zijn vader te belasteren over zijn huishouden.

## Latere jaren en dood

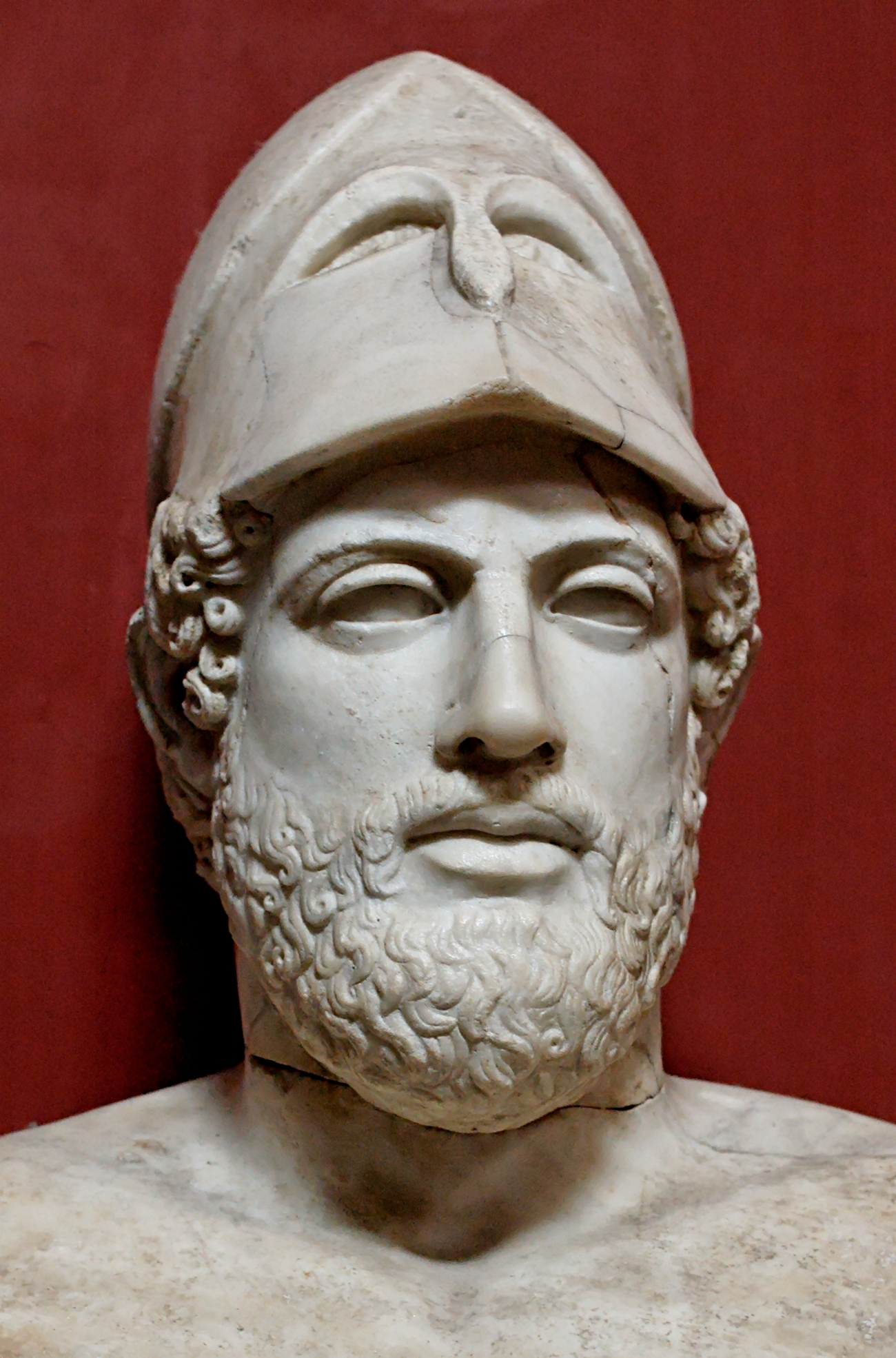
Buste van Perikles (Vaticaan)

In 429 v.Chr. was Perikles tijdens de pest van Athene getuige van de dood van zijn zuster en zijn beide wettige zonen, Xanthippos en zijn geliefde Paralos, bij zijn eerste vrouw. Gedemoraliseerd barstte hij in tranen uit. Zelfs Aspasia's gezelschap kon hem niet troosten. Vlak voor zijn dood stonden de Atheners een verandering toe in de burgerschapswet van 451 v.Chr. die van zijn half-Atheense zoon bij Aspasia, Perikles de jongere, een Atheens burger en wettig erfgenaam maakte. Deze beslissing is des te opvallender als men weet dat het Perikles zelf was die de wet had voorgesteld die het burgerschap enkel toekende aan diegenen van wie beide ouders Atheense burgers waren. Perikles stierf aan de pest in de herfst van 429 v.Chr.
Plutarchus citeert Aeschines Socraticus, die een (verloren gegane) dialoog schreef over Aspasia, die erop neerkomt dat Aspasia na Perikles' dood samenleefde met Lysikles, een Atheense generaal en de leider van de democraten, met wie ze een andere zoon kreeg, en dat zij van hem de belangrijkste man in Athene maakte. Lysikles werd gedood tijdens een expeditie in 428 v.Chr. Met Lysikles' dood eindigen de contemporaine bronnen. Het is daarom bijvoorbeeld onbekend of ze nog in leven was toen haar zoon, Perikles, werd verkozen tot strategos of toen hij werd geëxecuteerd na de slag bij Arginusae. Het tijdstip van haar dood dat de meeste historici geven (ca. 401-400 v.Chr.) is gebaseerd op de inschatting dat Aspasia stierf voor de gifdood van Socrates in 399 v.Chr., een chronologie die wordt gesuggereerd in de structuur van Aeschines' Aspasia.

## Historiciteit van haar leven
Het voornaamste probleem is, zoals Jona Lendering zegt, dat het meeste wat we weten over Aspasia op zuivere hypothese is gebaseerd. Thucydides vermeldt haar niet en onze enige bronnen voor haar leven zijn de onbetrouwbare voorstellingen en speculaties door mannen uit de wereld van de literatuur en filosofie neergeschreven, die niets gaven om Aspasia als historische figuur. Daarom vinden we in de figuur van Aspasia een reeks van tegenstrijdige portretteringen terug: ze is ofwel een vrouw zoals Theano of een combinatie van courtisane en prostituee zoals Thargelia. Dit is de reden waarom moderne geleerden sceptisch zijn over de historiciteit van Aspasia's leven.
Volgens Wallace "for us Aspasia herself possesses and can possess almost no historical reality" ("heeft Aspasia zelf geen historische realiteit, en kan deze ook niet hebben"). Vandaar dat Madeleine M. Henry stelt dat "biographical anecdotes that arose in antiquity about Aspasia are wildly colorful, almost completely unverifiable, and still alive and well in the twentieth century" ("biografische anekdotes die ontstonden in de oudheid over Aspasia zijn zeer kleurrijk, bijna geheel en al onverifieerbaar, en nog steeds springlevend in de twintigste eeuw"). Ze besluit uiteindelijk dat "it is possible to map only the barest possibilities for [Aspasia's] life" ("het slechts mogelijk is de meest vage mogelijkheden voor [Aspasia's] leven te schetsen"). Volgens Charles W. Fornara en Loren J. Samons II "it may well be, for all we know, that the real Aspasia was more than a match for her fictional counterpart" ("kan het goed zijn, voor zover we weten, dat de echte Aspasia haar fictieve tegenhangster nog de loef afstak").

## Aspasia in de moderne literatuur
Aspasia's relatie met Perikles vormde de inspiratiebron voor verschillende romans en gedichten uit de afgelopen eeuwen. Vooral de schrijvers van de Romantiek uit de negentiende en de historische-romanschrijvers uit de twintigste eeuw lieten zich door het verhaal van Aspasia inspireren.
In 1835 schreef de Amerikaanse romanschrijver en journaliste Lydia Child haar roman Philothea. Het verhaal vormt een klassieke romance, die zich afspeelt in de tijd van Perikles en Aspasia. Het boek wordt beschouwd als Childs meest volwassen en succesvolle roman, vanwege de schoonheid en fijngevoeligheid waarmee de vrouwelijke karakters, met name Aspasia, worden beschreven. De prominente plaats die aan de vrouwelijke karakters wordt gegeven, past bij Childs strijd tegen slavernij en voor gelijke rechten van vrouwen.
In 1836 verscheen Pericles and Aspasia van de hand van Walter Savage Landor. Het werk behoort tot zijn bekendste boeken. Pericles and Aspasia schetst een beeld van het Athene van de oudheid door een reeks van fictieve brieven met een groot aantal gedichten. De brieven doen de geschiedenis nogal eens geweld aan, maar proberen de sfeer weer te geven van de periode voorafgaand aan de Peloponnesische Oorlog.
De roman Aspasia van Robert Hamerling zag in 1876 het licht. Hij beschrijft hierin de gebruiken en zeden van de tijd van Perikles en levert daarmee een bijdrage aan het beeld van de cultuur en de geschiedenis.
Van de hand van Giacomo Leopardi, een Italiaans dichter beïnvloed door de stroming van de Romantiek, verscheen een serie van vijf gedichten die bekend is geworden als de cyclus van Aspasia. De gedichten zijn geïnspireerd door Leopardi's wanhopige en onbeantwoorde liefde voor een vrouw genaamd Fanny Targioni Tozzeti, maar Leopardi gaf haar de naam Aspasia mee, naar Perikles' levensgezel.
Op het toneel was Aspasia voor het eerst te bewonderen in het stuk The Athenian Women van de toneelschrijver George Cram Cook (1918). Aspasia wordt hierin geportretteerd als degene die een staking aanvoert om te pleiten voor vrede. Op deze wijze combineerde Cook een anti-oorlogsthema met een Griekse setting.
De Amerikaanse schrijfster Gertrude Atherton beschrijft in haar The Immortal Marriage (1927) eveneens het verhaal van Perikles en Aspasia, om zo de periode in beeld te brengen van de Samische Oorlog, de Peloponnesische Oorlog en de pestepidemie van Athene. Ook in Taylor Caldwells roman Glory and the Lightning (1974) wordt de relatie van Aspasia en Perikles vanuit historisch oogpunt beschreven.

## Aspasia in de beeldende kunsten

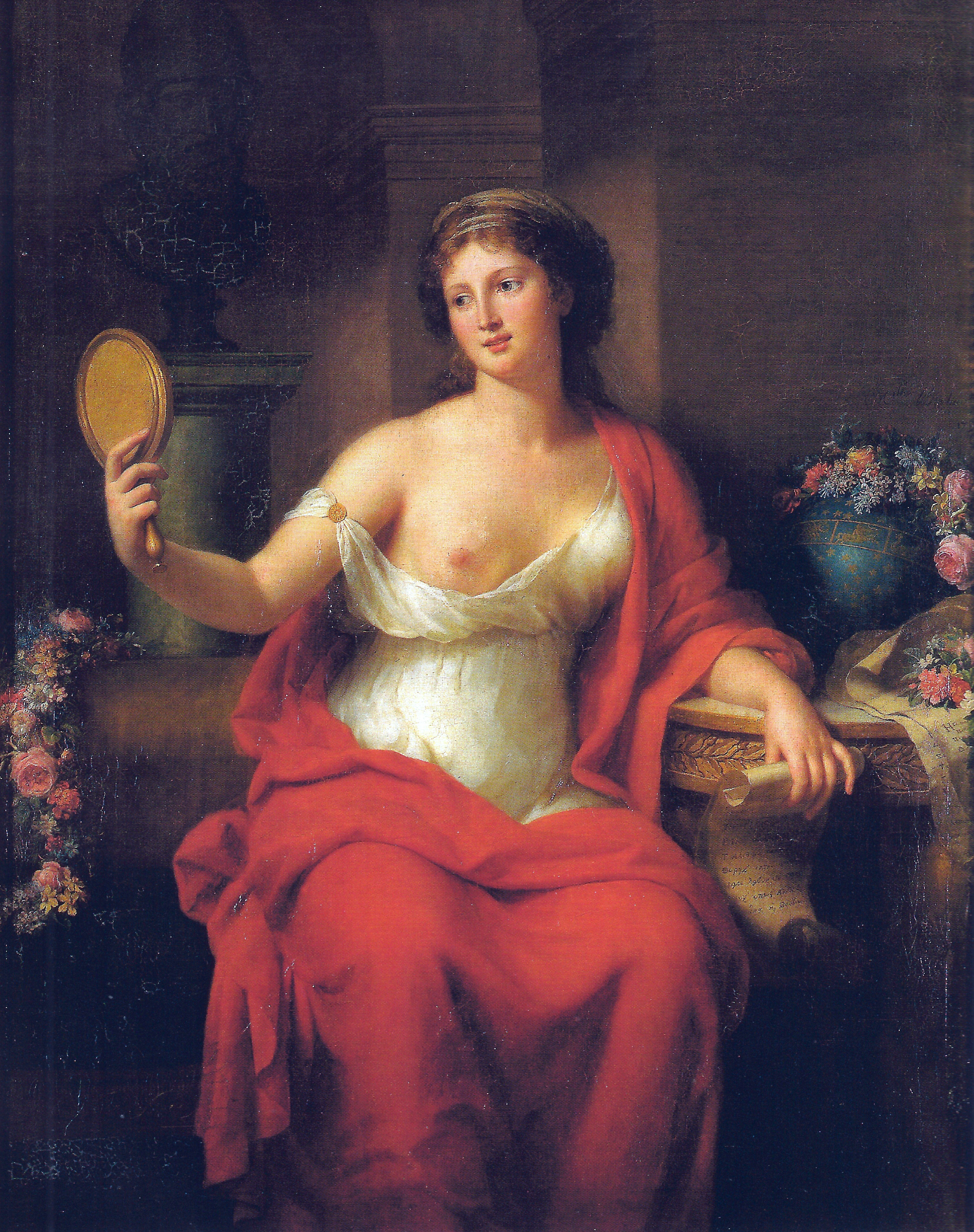
Aspasie, Marie-Geneviève Bouliar, 1794 (Musée des Beaux-Arts d'Arras).

Aspasia heeft niet enkel schrijvers geïnspireerd, ook beeldende kunstenaars hebben zich door haar laten inspireren. De oudst bekende post-klassieke afbeelding van Aspasia is mogelijk terug te vinden in het fresco De School van Athene (1509-1510) van Rafaël, waar ze de figuur in profiel achter de Arabische filosoof Averroes zou zijn. De volgende ons bekende afbeelding is de imaginaire munt met aan de voorzijde Perikles en aan de keerzijde Aspasia in het werk Promptuarium iconum van Guillaume de Rouillé dat in 1553 in Lyon werd uitgegeven.
Het volgende ons overgeleverd post-klassiek portret is een geëtst gemmeportret (mogelijk gebaseerd op een jaspissteen in het bezit van een zekere Felicia Rondanina) van Giovanni Angelo Canini in diens werk Iconografia cioè Disegni d'Imagini de famosissimi Monarchi, Regi, Filosofi, Poeti ed Oratori dell' Antichità (Rome, 1669; Franse vertaling: Images des héros et des grands hommes de l'antiquité, Amsterdam, 1731.). Rond 1710 zou André-Charles Boulle op de deuren van een prachtig versierde kast de figuren van Socrates en Aspasia afbeelden. In 1773 kreeg de beeldhouwer Johann Christian Wilhelm Beyer opdracht 32 (of 36) beelden te maken voor het Schloss Schönbrunn in Wenen, waaronder ook een beeld van Aspasia die hij naar Athene modelleerde (afbeelding). Het volgende portret van Aspasia is Aspasie uit 1794 van de Française Marie-Geneviève Bouliar - de eerste vrouw waarvan men weet dat ze zich voor een beeldend kunstwerk liet inspireren door Aspasia, en waarmee ze tijdens het Salon van 1795 de Prix d'Encouragement wist weg te kapen. Nicholas-André Monsiau zou in zijn Aspasie s'entretenant avec Alcibiades et Socrate (1798) en Aspasie s'entretenant avec les hommes les plus illustres d'Athènes (geschilderd voor het Salon van 1806) de toenmalige opvatting weergeven van de salons die Aspasia werd gedacht te houden in Athene in het gezelschap van mannen.

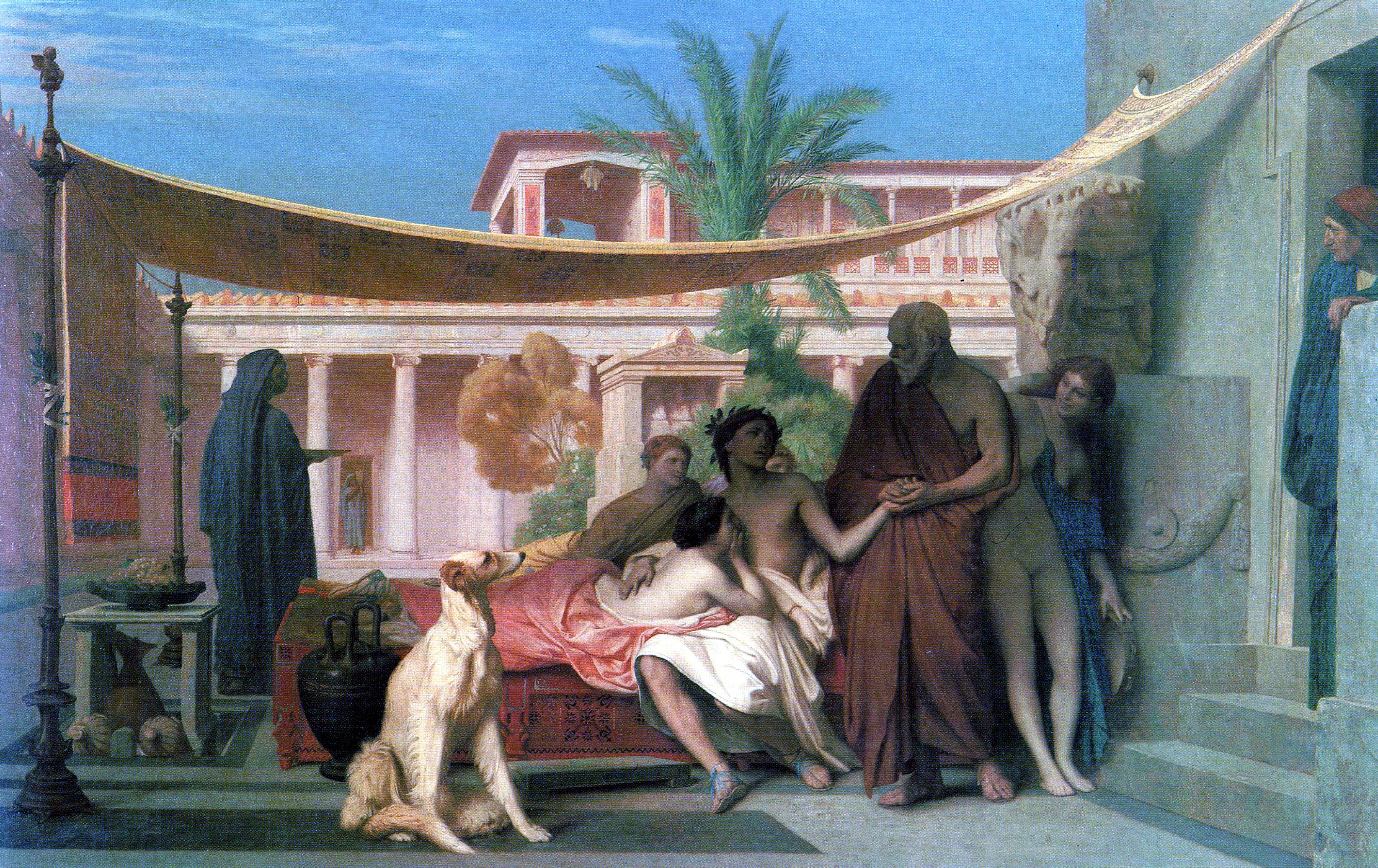
Socrate allant chercher Alcibiade dans la maison d'Aspasie (Nederlands: Socrates op weg om Alkibiades te zoeken in het huis van Aspasia), Jean-Léon Gérôme, 1861.

Jean-Léon Gérôme zou in zijn voor de Salon van 1861 geschilderde Socrate allant chercher Alcibiade dans la maison d'Aspasie vooral het beeld van Aspasia als courtisane benadrukken. Sir Lawrence Alma-Tadema zou Aspasia afbeelden in zijn schilderij Phidias and the Frieze of the Parthenon (1868). In 1973 maakte de Griekse beeldhouwster Mara Karetsos een buste van Aspasia die staat opgesteld in de voetgangerszone van de universiteit van Athene.
Uit de oudheid zijn ons ook enkele beelden overgeleverd waarvan men meent dat deze Aspasia voorstellen. De beroemdste hiervan is misschien wel de herme in de Vaticaanse musea (zie bovenaan dit artikel). Deze buste wordt geïdentificeerd door de vermelding van Aspasia's naam op de zijkant van de basis. Een buste van ditzelfde type werd in het gymnasium van Vedius in Efeze teruggevonden en bevindt zich momenteel in het archeologisch museum van İzmir (afbeelding op Livius.org). Het zogenaamde "Sosandra type" is zonder echte grond als Aspasia geïdentificeerd, maar zou eerder een zekere Europa (Demeter Europa?) of Sosandra ("redder van mannen", een beeld van Kalamis) voorstellen. Een beeld van dit type bevindt zich onder andere in het Louvre (afbeelding op vroma.org). Op basis van een bronzen reliëf uit Pompeï in het Museo Archeologico Nazionale in Napels dat Socrates en Aspasia voorstelt, heeft men een benen beeldje en het marmeren vrouwenbeeld (afbeelding op search.eb.com) van een Attisch grafmonument (ca. 650 v.Chr.) in het Museum of Fine Arts in Boston als Aspasia geïdentificeerd.

## Antieke bronnen
- Aristophanes, Acharneis .
- Athenaios, Deipnosophistae.
- Cicero, De Inventione I.
- Diodoros Sikeliotes, Bibliotheke historike XII.
- Lucianus, Icones.
- Plato, Menexenus.
- Plutarchus, Perikles.
- Thucydides, Historiai I en III.
- Suda.
- Xenophon, Memorabilia.
- Xenophon, Oeconomicus.